# Etnogeneză
Etnogeneza (din greacă εθνογένεσις: etnos=națiune + genesis=naștere), denumită și etnogenie, este o ramură a antropologiei, care se ocupă cu studiul originii și a procesului de formare a unui popor sau a unei colectivități umane. Etnogeneza este procesul istoric prin care se formează un popor și limba sa. 